# Skærbæk Sogn
Skærbæk Sogn er et sogn i Tønder Provsti (Ribe Stift). 
Skærbæk Sogn hørte til Hviding Herred i Tønder Amt. Skærbæk sognekommune blev ved kommunalreformen i 1970 kernen i Skærbæk Kommune, der ved strukturreformen i 2007 indgik i Tønder Kommune.
I Skærbæk Sogn ligger Skærbæk Kirke. Sognet hørte indtil 2007 til Tørninglen Provsti, og kirken har det karakteristiske Tørninglen-spir, der er rejst over 4 trekantgavle.
I sognet findes følgende autoriserede stednavne:
- Barsbøl (bebyggelse)
- Barsbølforte (bebyggelse)
- Blankager (bebyggelse)
- Blanke (bebyggelse)
- Gasse Høje (areal)
- Gesing (bebyggelse)
- Gesing Mark (bebyggelse)
- Gårdkrog (bebyggelse)
- Hjemsted (bebyggelse)
- Hundegade (bebyggelse)
- Kagebøl (bebyggelse)
- Melby (bebyggelse)
- Mosebøl (bebyggelse)
- Nyvang (bebyggelse)
- Nørre Skærbæk (bebyggelse)
- Skærbæk (stationsby, ejerlav)
- Skærbækgård (bebyggelse)
- Snabe (bebyggelse)
- Ullemølle (bebyggelse)
- Ullerup (bebyggelse)
- Ulleruplund (landbrugsejendom)
- Vester Gasse (bebyggelse, ejerlav)
- Øster Gasse (bebyggelse, ejerlav)
- Østerhede (bebyggelse)

## Afstemningsresultat
Folkeafstemningen ved Genforeningen i 1920 gav i Skærbæk Sogn 980 stemmer for Danmark, 164 for Tyskland. Af vælgerne var 156 tilrejst fra Danmark, 85 fra Tyskland. 